# Valaská Dubová
Valaská Dubová (bis 1927 slowakisch „Valašská Dubová“; ungarisch Oláhdubova, lateinisch Dubova Valachorum) ist eine Gemeinde in der nördlichen Mittelslowakei mit 775 Einwohnern (Stand 31. Dezember 2024), die zum Okres Ružomberok, einem Kreis des Žilinský kraj gehört und zur traditionellen Landschaft Liptau gezählt wird. 

## Geographie

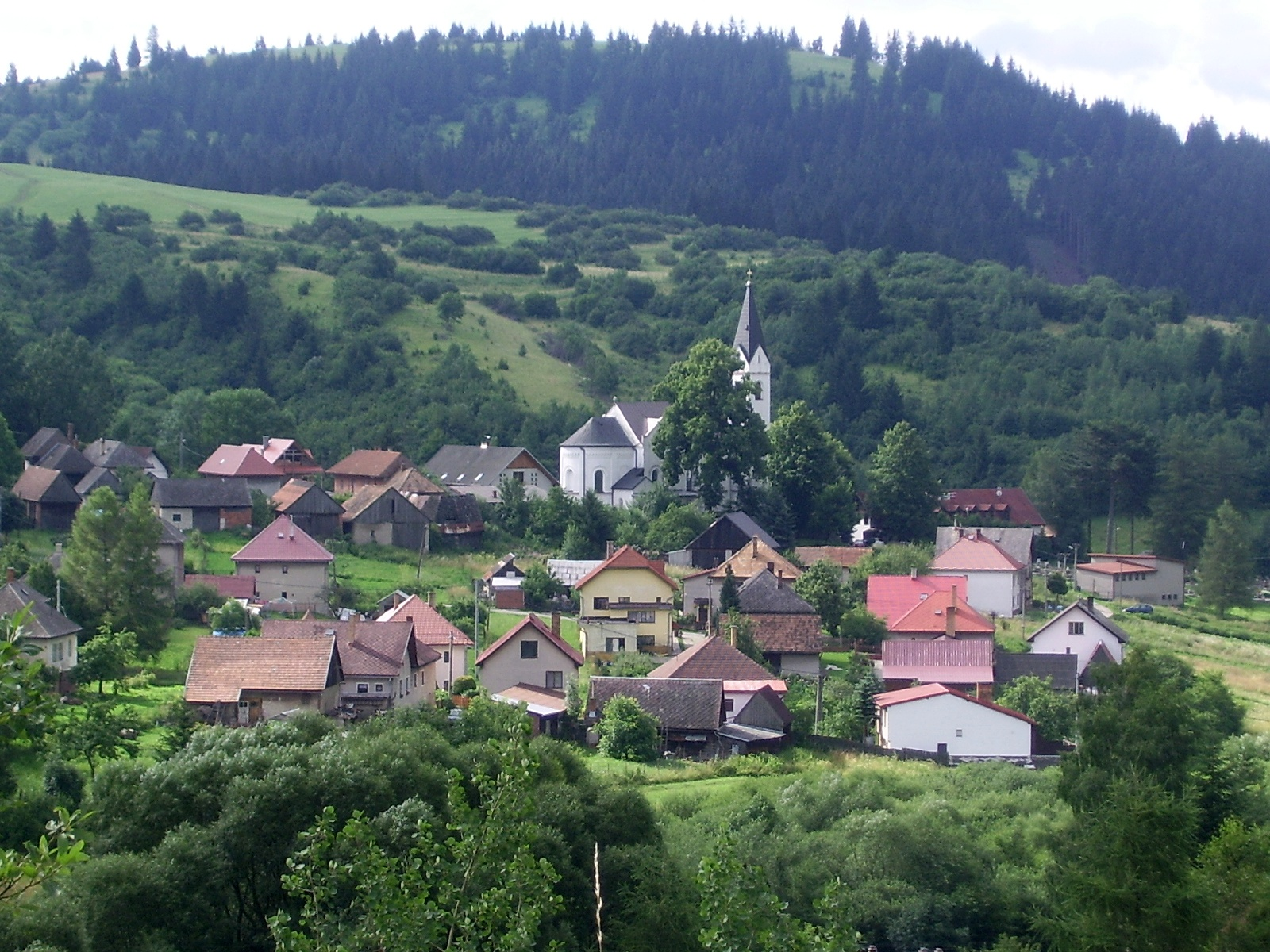
Blick auf den Ort

Die Gemeinde befindet sich im engen Tal des Baches Likavka zwischen den Gebirgen Große Fatra (Unterteil Šípska Fatra) und Chočské vrchy. Nördlich der Gemeinde liegt der Pass Brestová (720 m n.m.) und östlich der Berg Veľký Choč (1611 m n.m.). Das Ortszentrum liegt auf einer Höhe von 649 m n.m. und ist sieben Kilometer nördlich von Ružomberok sowie acht Kilometer südlich von Dolný Kubín entfernt.

## Geschichte
Der Ort wurde zum ersten Mal 1323 als Dubova schriftlich erwähnt. Das Adjektiv Valaská (bzw. ungarisch Oláh) erinnert an die walachische Kolonisierung des Gebietes vom 14. bis zum 17. Jahrhundert. Aus diesem Grund waren die Einwohner zumeist als Hirten tätig. Anfangs gehörte der Ort zum Herrschaftsgut der Burg Likava und lag somit im Komitat Liptau, 1556 wechselte der Besitz zur Burg Arwa und Lage zum Komitat Arwa.
1750 wurde eine gemauerte Kirche gebaut und 1815 erweitert. 1828 sind 99 Häuser und 743 Einwohner verzeichnet.
Bis 1918 gehörte der Ort zum Königreich Ungarn und kam danach zur Tschechoslowakei bzw. heute Slowakei. 1935 fielen 121 Häuser sowie zwei Wassermühlen einem Großbrand zum Opfer. Nach einem Kreiswechsel im Jahr 1941 kam Valaská Dubová zurück nach Liptau, als Teil des Okres Ružomberok.

## Bevölkerung
| Jahr                | 1994 | 2004    | 2014    | 2024    |
| ------------------- | ---- | ------- | ------- | ------- |
| Anzahl der Personen | 775  | 773     | 788     | 775     |
| Unterschied         |      | −0,25 % | +1,94 % | −1,64 % |

| Jahr                | 2023 | 2024    |
| ------------------- | ---- | ------- |
| Anzahl der Personen | 781  | 775     |
| Unterschied         |      | −0,76 % |

Ergebnisse nach der Volkszählung 2001 (764 Einwohner):
| Nach Ethnie: - 99,48 % Slowaken - 0,26 % Tschechen | Nach Konfession: - 98,56 % römisch-katholisch - 1,05 % konfessionslos - 0,26 % orthodox |

## Bauwerke
- römisch-katholische Kirche im neoromantischen Stil aus den Jahren 1866–72
- Gasthaus-Gebäude aus dem Anfang des 19. Jahrhunderts, in dessen Vorgänger einer Legende nach der Räuber Juraj Jánošík im Jahr 1713 gefangen wurde